# Lac De Montigny
Pour les articles homonymes, voir Montigny.
Le lac De Montigny est un plan d'eau douce de la partie Ouest de la zone urbaine de Val-d’Or, dans la municipalité régionale de comté (MRC) de La Vallée-de-l'Or, dans la région administrative de l’Abitibi-Témiscamingue, dans la province de Québec, au Canada.
Ce lac est situé dans les cantons de Dubuisson et de Vassan. Avec le lac Malartic et le lac Blouin, le lac De Montigny s’avère une source importante d’alimentation en eau de la rivière Harricana.
Les activités récréotouristiques constituent la principale activité économique du secteur. La foresterie constitue la seconde activité économique.
La partie Est du lac De Montigny est accessible grâce à la route 111 remontant vers le Nord en longeant le lac ; la partie Ouest est accessible grâce à la route 117 et au chemin de fer du Canadien National.

## Géographie
Ce lac comporte une longueur de 10,1 km, une largeur maximale de 8,5 km et une altitude de 294 m. Il s’approvisionne surtout par la rivière Thompson (lac De Montigny) dont l’embouchure est située au Sud du lac.
Le lac De Montigny se déverse par sa rive Nord-Ouest dans la rivière Milky (longueur : 0,7 km) se dirigeant vers le Nord, pour rejoindre la rivière Harricana. À partir de cette confluence, cette dernière coule vers le Nord-Ouest sur 6,3 km pour aller se déverser sur la rive Est du lac Malartic. Puis, elle poursuit son cours vers le Nord-Ouest pour aller se déverser dans la partie ontarienne de la Baie James.
L’embouchure du lac De Montigny est localisé à :
- 14,3 km au Sud-Est de la décharge de la rivière Harricana dans le lac Malartic ;
- 26,2 km au Sud-Est de l’embouchure du lac Malartic ;
- 11,2 km au Nord-Ouest du centre-ville de Val-d’Or ;
- 8,1 km au Nord-Ouest du Lac Blouin ;
- 35,0 km au Sud-Ouest du Lac Pascalis[1].

Les principaux bassins versants voisins du lac De Montigny sont :
- côté Nord : rivière Fiedmont, rivière Laine, rivière La Corne, rivière Vassan ;
- côté Est : lac Blouin, rivière Colombière, rivière Bourlamaque, rivière Sabourin ;
- côté Sud : lac Lemoine (Val-d'Or), lac Fournière, rivière Thompson (lac De Montigny), rivière Piché ;
- côté Ouest : lac Malartic, rivière Héva, Petite rivière Héva, rivière Laine, rivière Harricana, rivière Malartic.

## Histoire
Jadis, ce plan d’eau était désigné « Lac Dubuisson » ou « lac Kienawisik ». Les Anicinabek (Algonquins), circulaient sur ce lac notamment pour se rencontrer sur l’île Askigwash, connue aujourd’hui comme étant l’île Siscoe. L’île était le site d’une grande rencontre estivale qui rassemblait les Anishnabek de la Haute-Gatineau, de l’Harricana et de la rivière des Outaouais, de Kitcisakik et les Abitibiwinni. 
Dès le début du XXe siècle, la foresterie se développa autour du lac grâce à des entrepreneurs forestiers venant d'Amos pour y faire chantier. Dès le début des années 1920, des scieries entrent en activité sur sa rive sud du lac.
Les Anishinaabekwe et leur famille fréquentent l’île Askigwash jusqu’à environ 1920. En 1915, le prospecteur Stanley Siscoe découvre une veine d’or qui mène à la fondation de la mine Siscoe. Cette découverte historique pour l’éventuelle fondation du village de Sullivan et plus tard, Val-d’Or, marque la fin d’une réunion printanière qui date d’innombrables années pour le peuple Anishinabe. Autour des années 1920, la Gendarmerie royale du Canada (GRC) interdit formellement aux familles autochtones d’y revenir. Désormais, l’île Askigwash devient l’île Siscoe et elle est réservée à l’exploitation minière. 
Au début du XXe siècle, la rivière Harricana constituait la principale voie de transport pour l'exploration minière de ce secteur de la région abitibienne. Le lac De Montigny devient alors un point d’arrêt de la navigation entre Amos et les camps miniers établis dans les cantons de Vassan, de Senneville, de Dubuisson et de Bourlamaque.
À la suite des premières découvertes d'or autour du lac De Montigny, les premières mines, Siscoe, Shawkey, Greene-Stabell et Sullivan, sont construites à proximité du lac. Jusqu’au milieu des années 1930, plusieurs gros bateaux propulsés par des moteurs à vapeur tels le S.S. Siscoe et le S.S. Sullivan, effectuent la navette entre ce lac et Amos. Les bateaux naviguent également sur le lac Lemoine (Val-d'Or), relié au lac De Montigny par la rivière Thompson (lac De Montigny).
Le toponyme « lac De Montigny » évoque la vie de Marie-Antoinette-Charlotte-Blanche Testard de Montigny, épouse de Charles Ramsay Devlin (vers 1858-1914), ministre de la Colonisation, des Mines et des Pêcheries du Québec de 1907 à 1914. Initialement, des explorateurs et des prospecteurs désignait ce plan d’eau sous l’appellation amérindienne Kienawisik. Puis, les gens du secteur et les travailleurs l’ont désigné « lac Dubuisson », en harmonie avec le nom du canton où se trouve sa partie sud. Ce plan d’eau est aussi désigné « Lac Siscoe », soit le nom de la principale île du lac. Ce lac compte une dizaine d'autres petites îles, dont la plus connue est l'île Kiena où l'on exploite aujourd'hui une mine d'or, la mine Kiena. L'appellation De Montigny a paru dans le Bulletin des recherches historiques de 1912.
Le toponyme "lac De Montigny" a été officialisé le 5 décembre 1968 par la Commission de toponymie du Québec, soit lors de sa création.